# Секлюки (Мазовецьке воєводство)
Секлюки (пол. Siekluki) — село в Польщі, у гміні Дзежонжня Плонського повіту Мазовецького воєводства.
Населення — 136 осіб (2011).
У 1975—1998 роках село належало до Цехановського воєводства.

## Демографія
Демографічна структура станом на 31 березня 2011 року:
|          | Загалом | Допрацездатний вік | Працездатний вік | Постпрацездатний вік |
| -------- | ------- | ------------------ | ---------------- | -------------------- |
| Чоловіки | 69      | 10                 | 51               | 8                    |
| Жінки    | 67      | 10                 | 41               | 16                   |
| Разом    | 136     | 20                 | 92               | 24                   |